# 황복
황복(Takifugu, fugu)은  민물고기로 복어의 일종이다. 한강 및 금강, 임진강에서만 발견되는 한반도 고유종이다.
몸은 원통형에 길게 생겼다. 머리의 앞쪽은 둔하고 둥글며 옆구리에서 꼬리지느러미까지 노란색 줄이 나 있다. 주둥이는 둥글고 둔하나 위턱과 아래턱에 2개씩 서로 붙은 앞니가 있다. 맛이 좋아서 인기가 많지만 임진강에 살고 있는 종은 보호종이어서 잡으면 안 된다. 최근 서울특별시는 한강에 서식하는 황복을 멸종위기종으로 지정하여 보호하고 있다.

## 참고 문헌
- 한국의 민물고기 (자연과 함께하는 사람들 편찬)